# ديميترودون

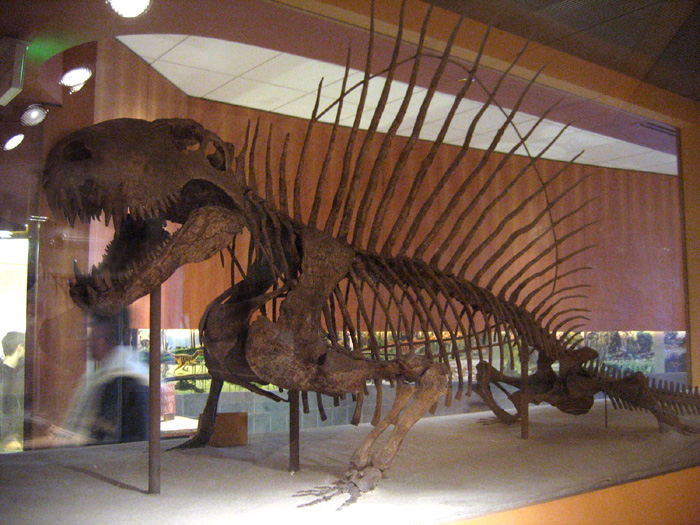
هيكل ديميترودون في المتحف الوطني للتاريخ الطبيعي

ديميترودون (بالإنجليزية: Dimetrodon)‏ هو حيوان بدائي ينتمي الي حفريات بليكوصور عاش في العصر البرمي ويعتبر أكثر قربا من الثديات عن الزواحف ، وعاش في شمال أمريكا وواروبا، له شراع كبيرا على ظهره تفيده في ضبط درجة حرارة جسمه .